# Wild in the Streets
Wild in the Streets (conocida en España como El presidente y en Hispanoamérica como Un salvaje en las calles)  es una película estadounidense de 1968 protagonizada por Christopher Jones, Hal Holbrook y Shelley Winters. Fue producida por American International Pictures (AIP)  y está basada en una historia corta del escritor Robert Thom.
De acuerdo al cineasta Kenneth Bowser, la parte que le correspondía al papel estelar de Christopher Jones fue en un principio ofrecida al cantante de folk Phil Ochs.
La película ha sido descrita por algunos críticos como "absurda" y "verla con precaución". Fue nominada para un Premio de la Academia y se ha convertido en un clásico de culto. 
El presupuesto para realizarla se estimó en alrededor de 1.000.000 de dólares, cifra bastante reducida aún para esa época y fue superada ampliamente en la recaudación de taquilla alrededor del mundo.

## Historia
La película fue filmada durante un período histórico muy convulso y complejo, en el entorno sociopolítico que afectaba a Estados Unidos a finales de los 60. En ese sentido, la línea de la historia que presenta se define como una proyección "reductio ad absurdum" que refleja los problemas de esa década. Para ello, se tomaron evidentemente como referencia los aspectos más polémicos llevados al extremo que ocurrieron precisamente en 1968 (un año electoral en el país), desde el punto de vista de la juventud norteamericana.
Las controversias abordadas incluyen, entre otras la guerra de Vietnam, el Proyecto de Derechos Civiles, la explosión demográfica, los disturbios y asesinatos, y la generación del baby boom con mayoría de edad. 
Como parte de su gancho publicitario, la producción logró que varias celebridades del mundo mediático del periodismo y las telecomunicaciones de la época hicieran algunos breves cameos, como Melvin Belli, Dick Clark, Pamela Mason, Army Archerd y Walter Winchell. Millie Perkins y Ed Begley tienen papeles de soporte, y Bobby Sherman entrevista a Max Frost como el Presidente de los Estados Unidos, en una especie de papel pre-Brady Bunch. Barry Williams interpreta al ingeniero del adolescente Max Frost al comienzo de la película.
El artículo de la revista corta original en que se basó, titulada “The Day it All Happened, Baby!"  ("El día que todo ocurrió, Baby!")  fue ampliada por su autor Robert Thom al tamaño de un libro, y se publicó como una novela de bolsillo por la editorial Pyramid Books.

## Sinopsis
La película tiene un mensaje de libertad, de derechos y de ambiciones para la juventud de finales de los 60, aunque con una historia si se quiere irreverente, algo absurda y muy poco probable.
Max Jacob Flatow Jr.("Max Frost") empezó siendo un niño rebelde. De adolescente se entretenía haciendo cosas como inventar bombas para destrozar el auto de su padre. Con esos antecedentes, no resultó sorprendente que, a los veintidós años, fuera propietario de catorce empresas y una estrella de la música. Fue entonces cuando decidió ocuparse de la política: encabezó una rebelión de todos los jóvenes del país para conseguir el voto a los 14 años.
Con el apoyo popular,  Max Frost fue elegido como el presidente de Estados Unidos siendo, además, una estrella de rock . A sus 24 años, creó una nación a su imagen y semejanza, donde más del 50% de la gente tiene menos de 25 años, los congresistas consumen LSD y todo es rock and roll y libertad, incluso dentro del propio Congreso. Por lo tanto, refleja una utópica sociedad de ficción donde también dicha manera de vivir puede tener sus consecuencias negativas.
Con los jóvenes ahora en el control del país, tanto política como económicamente, y con revoluciones similares surgiendo en los principales países del mundo, Max retira a los militares en combate (convirtiéndolos en lugar de eso en una policía de facto), pone a las computadoras y niños prodigio a cargo del producto interno bruto, la producción excedente de granos se entrega de forma gratuita a las naciones del Tercer Mundo, se disuelve el FBI y el Servicio Secreto, y se convierte en el líder de "la sociedad hedonista más verdadera que el mundo haya conocido". 
Los momentos finales de la película indican, sin embargo, que Max y sus compañeros pueden enfrentarse a una guerra entre las generaciones futuras provenientes de una fuente inesperada.

## Recepción
A pesar de su relativo éxito de taquilla, las críticas hacia la película fueron divididas y mayoritariamente negativas, motivadas en buena medida por las debilidades de un guion algo inconsistente y de estilo amarillista, para lograr esta ambiciosa fusión de sátira política y explotación de los adolescentes.
El sitio web Rotten Tomatoes lo calificó apenas con un promedio de aprobación de un 63% de los críticos especializados y de un 66 % entre las opiniones del público.
Internet Movie Database le dio un promedio de 5,9 sobre 10,  basados en la votación de 914 usuarios y comentarios de 40 usuarios y 11 críticos especializados.
La página AllRovi fue más benévola: el promedio de comentarios la calificó con tres estrellas de cinco posibles.

## Banda sonora
Wild in the Streets también tuvo una banda sonora muy exitosa, y la canción tema  "Shape of Things to Come" (escrita por la pareja de compositores Barry Mann y Cynthia Weil)  e interpretada por la banda de rock ficticia Max Frost and The Troopers se publicitó junto con la película.
La canción fue un éxito menor en los listados de Billboard (nº22).

## Lanzamientos
Wild in the Streets fue estrenada en los cines de Estados Unidos el 26 de mayo de 1968. Fue lanzada por primera vez para uso doméstico en formato de  VHS a finales de los 80. 
En 2005 apareció en DVD en presentación de un disco twofer (dos en uno) con otra película de la misma productora AIP,“Gas-s-s-s” (1971).